# Diocèse de Nogales
Le diocèse de Nogales (en latin : Dioecesis Nucensis ; en espagnol : Diócesis de Nogales) est un diocèse de l'Église catholique du Mexique, suffragant de l'archidiocèse de Hermosillo.

## Territoire

Le diocèse de Nogales en rouge sur la carte du Mexique

Il comprend les municipalités d'Agua Prieta, Altar, Átil, Bacoachi, Caborca, Cananea,  Fronteras, Ímuris, Naco, Nacozari de García, Nogales, Oquitoa, Pitiquito, Santa Cruz, Sáric, Trincheras et Tubutama.
Il possède un territoire d'une superficie de 44 244 km2 divisé en 32 paroisses. Le siège épiscopal est dans la ville de Nogales où se trouve la cathédrale Notre-Dame-de-Guadalupe.

## Historique
Le diocèse est érigé le 19 mars 2015 par la constitution apostolique Quo satius consuleretur du pape François en prenant une partie du territoire de l'archidiocèse de Hermosillo dont Nogales devient le suffragant.

## Évêque
- José Leopoldo González González (19 mars 2015 - 19 mars 2024)
- José Luis Cerra Luna (depuis le 20 juin 2025)